# Wulfila maculatus
Wulfila maculatus là một loài nhện trong họ Anyphaenidae.
Loài này thuộc chi Wulfila. Wulfila maculatus được Arthur Merton Chickering miêu tả năm 1937.